# Вулиця Віктора Гошкевича (Херсон)
Ву́лиця Віктора Гошкевича — вулиця, розташована в Центральному районі Херсона. Сполучає проспект Незалежності та вулицю Морську (що спрямована в протилежний бік від проспект Незалежності та формує з вулицею Гошкевича єдину лінію), з вул. Ратушною.
Сформувалася в другій половині XIX ст., іменувалася Семінарською. За радянських часів і до 2016 року носила ім'я Дзержинського.
Довжина вулиці становить 770 м.

## Опис
Вулиця показана на першому проекті передмістя 1779 року, як південна межа Грецької площі. У 1828 році, коли Успенська церква, розташована в центрі площі, стала собором, площа отримала назву Соборної.
План 1856 року фіксує вулицю, що вже виділилася з площі, з назвою Соборна (сучасна вул. Соборна тоді називалася Поліцейською). В останній чверті XIX століття вулиця отримує назву Семінарської. Ця назва пояснюється тим, що в жовтні 1872 року на території Адміралтейства в колишньому палаці Катерини II відкрилася Вчительська семінарія, переведена до Херсона з Миколаєва. Вулиця досягала садиби Вчительської семінарії, що і стало причиною такої назви.
На планах 1914 року Семінарська вулиця вже названа на честь Ломоносова. Після революції 1917 року вулиця почала називатися Судовою, оскільки найважливішою установою на вулиці був Окружний суд. У 1927 році вулиця Семінарська (Ломоносова) була перейменована у вулицю Дзержинського. Сучасна назва — на честь Віктора Гошкевича з 2016 року.

## Будівлі
У будинку № 1, побудованому в 1881 р., до революції, коли Херсон був одним з центрів Нижньодніпровської хлібної торгівлі, знаходився біржовий комітет, у дворі розміщувалися комори. Тут також розміщувався один з пунктів найму людей для виконання вантажно-розвантажувальних робіт в порту.
Навпроти розташований буд. № 2, побудований в 1864 р. для губернської гімназії (заснована у 1815 році).

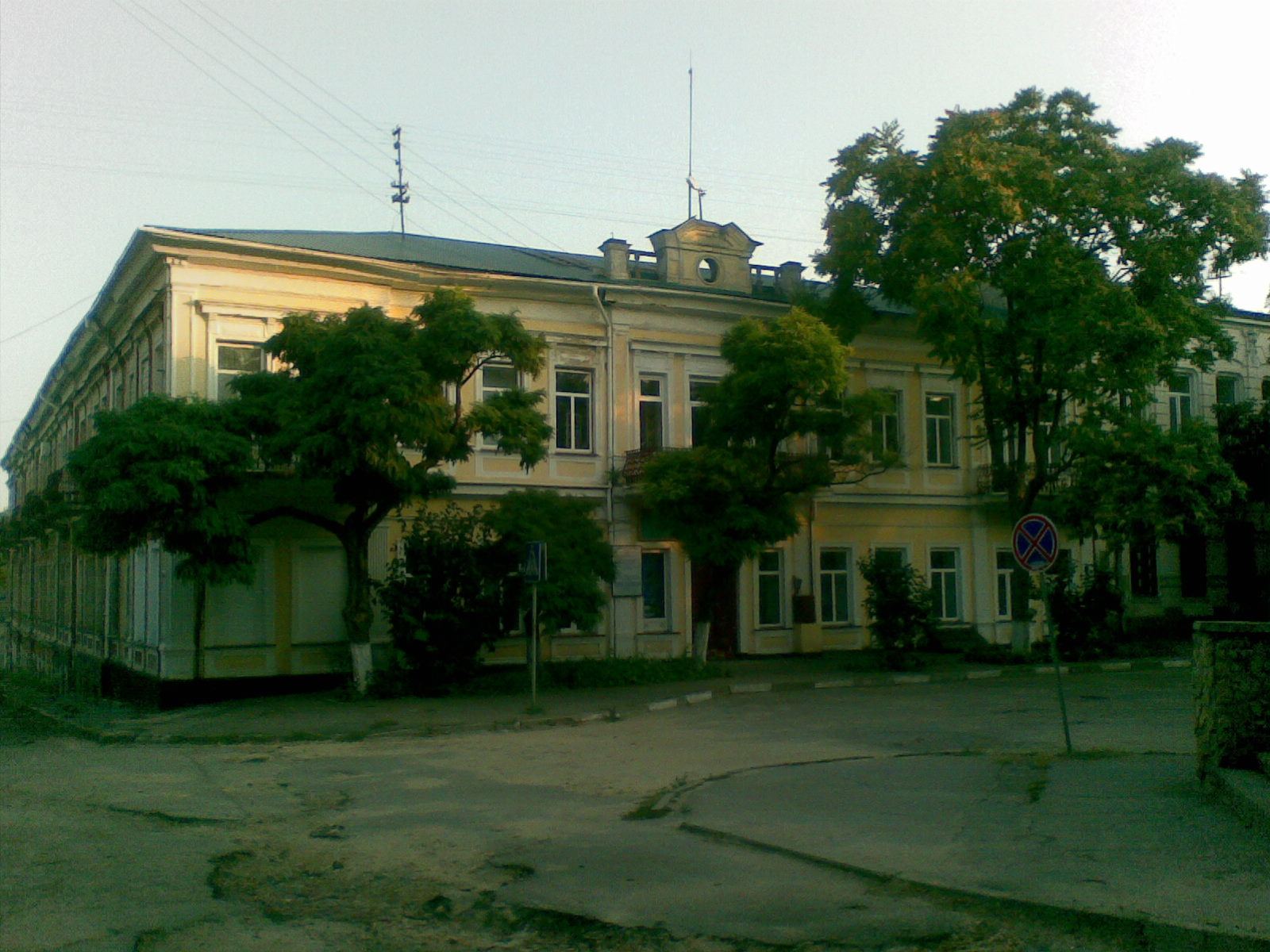
Колишня будівля Петроградського готелю. Нині тут гідрометеорологічний технікум

У будівлі дореволюційної споруди (буд. № 11) на початку ХХ ст. розміщувався Петроградський готель, який у 1918 році слугував штабом для махновців. Нині тут розміщений Гідрометеорологічний технікум Одеського державного екологічного університету. З дня відкриття у 1944 р. тут підготовлено понад 5 тис. фахівців неспокійної та романтичної професії, які трудяться в різних куточках України та світу: на Крайній Півночі Росії й Далекому Сході, в Льодовитому океані та Антарктиді.
Далі розташована будівля другої половини ХХ ст. (буд. № 13). На цьому місці в дореволюційний час стояв готель «Одеська», де в травні 1881 р. зупинявся письменник В. М. Гаршин. Після Жовтневого перевороту в будівлі готелю розташувався клуб водників ім. П. П. Шмідта, на місці якого в 1974 р. було зведено Палац культури річковиків ім. П. П. Шмідта. Тут працювало 25 кружків, клубів і любительських об'єднань. На початку 2000-х років Палац було закрито, а у теперішній час тут знаходиться розважальний клуб «Шоколад».
Наступний, прикрашений пишним декором будинок № 15 — тут містилося відділення Російського для зовнішньої торгівлі банку, що забезпечував фінансові експортні операції. Необхідність в такому банку назріла на початку XX ст., коли через Херсон здійснювалося вивезення хліба до Антверпена, Бергена, Венеції, Гамбурга, Генуї, Константинополя, Ліверпуля, Лондона, Роттердама та інших іноземних портів. Тепер тут житловий будинок.
На території нині закинутої взуттєвої фабрики (а точніше її північній частині) з першої половини XIX ст. стояв будинок Казенної палати. За часів Другої світової війни на території фабрики був концтабір для радянських військовополонених.
У буд. № 29 з арочними комірами, прикрашеними у верхній частині залізними кованими ґратами з датою споруди: «1858» за радянських часів розташовувався міжсоюзний Будинок самодіяльної творчості, що надавав методичну допомогу Будинкам і Палацам культури.